# Ambassade de France près le Saint-Siège

Logo de l'ambassade de France près le Saint-Siège.

L’ambassade de France près le Saint-Siège est la représentation diplomatique de la République française près le Saint-Siège. Elle est située Via Piave à Rome, à la villa Bonaparte. L'ambassadrice est Florence Mangin depuis le 28 mars 2022.

## Ambassade
L'ambassade est située à Rome, en dehors des limites du Vatican, à la villa Bonaparte  également appelée villa Paolina. Elle accueille aussi une section consulaire.

## Histoire
L'ambassade occupe depuis 1950 la villa de style néo-classique bâtie en 1750 pour le cardinal Silvio Valenti Gonzaga, secrétaire d'État du pape Benoît XIV, qui, collectionneur de microscopes et de boussoles, y abritait 832 toiles de maîtres ; il avait fait pratiquer dans le salon de l'étage une trappe donnant sur la chapelle contiguë, afin de pouvoir entendre la messe sans avoir à descendre les escaliers ; la trappe fut conservée par une sœur de Napoléon Ier, qui lui donna le nom qu'elle a depuis lors conservé.
En effet, en 1803, elle est acquise par Pauline Bonaparte, épouse du prince Camille Borghèse, qui y fait d'importants travaux ; elle fait arracher des papiers peints chinois, commande un cabinet orné de « fresques égyptiennes », un salon décoré de vestales, et fait tailler dans le marbre une baignoire « propice aux bains de lait d'ânesse ».
En 1908, l'État prussien l'achète et y installe sa légation.
Après la Seconde Guerre mondiale, Jacques Maritain, nommé en 1945 contre son gré par le général de Gaulle (qui y dîna en 1967) ambassadeur de France au Vatican, l'achète au nom de la France et elle devient le siège de l'ambassade qui jusque-là avait occupé successivement d'autres résidences romaines : le palais Madame (siège actuel du Sénat italien), le palais de Carolis, le palais Colonna, le palais Primoli, puis le palais Taverna.
Jean d'Ormesson y séjourna du temps de son successeur, son oncle paternel Wladimir, qui y reçut François Mitterrand, « d'une étonnante piété ».

## Relations diplomatiques
En août 2016, trois semaines après l’assassinat du père Jacques Hamel, François Hollande s’est rendu au Vatican pour exprimer sa gratitude au pape François pour les paroles de compassion que celui-ci avait tenues, ainsi qu’à l’occasion des autres attaques terroristes subies par la France. Avant sa rencontre avec le souverain pontife, le président s’est rendu à l’église Saint-Louis-des-Français, où une chapelle est dédiée à la mémoire des victimes du terrorisme.

## Consulat

### Communauté française
Depuis 2009, la gestion administrative des Français résidant à Rome relève du consulat de l'ambassade de France auprès de la République italienne. Ceux qui ont un lien avec le Saint-Siège sont inscrits sur le registre de ce consulat et sont intégrés au secteur « Saint-Siège ». Pour cette raison, au 31 décembre 2016, il n'y a aucun inscrit sur les registres consulaires au Vatican.
| 2001 | 2002 | 2003 | 2004 |
| ---- | ---- | ---- | ---- |
| 85   | 28   | 42   | 57   |

| 2005 | 2006 | 2007 | 2008 |
| ---- | ---- | ---- | ---- |
| 55   | 65   | 58   | 49   |

| 2009 | 2010 | 2011 | 2012 |
| ---- | ---- | ---- | ---- |
| 21   | 17   | -    | -    |

| 2013 | 2014 | 2015 | 2016 |
| ---- | ---- | ---- | ---- |
| -    | -    | -    | -    |

### Circonscriptions électorales
Depuis la loi du 22 juillet 2013 réformant la représentation des Français établis hors de France avec la mise en place de conseils consulaires au sein des missions diplomatiques, les ressortissants français d'une circonscription recouvrant une partie de l'Italie (circonscriptions consulaires de Rome et de Naples), Malte et le Vatican élisent pour six ans cinq conseillers consulaires. Ces derniers ont trois rôles : 
1. ils sont des élus de proximité pour les Français de l'étranger ;
2. ils appartiennent à l'une des quinze circonscriptions qui élisent en leur sein les membres de l'Assemblée des Français de l'étranger ;
3. ils intègrent le collège électoral qui élit les sénateurs représentant les Français établis hors de France. Afin de respecter la représentativité démographique, un délégué consulaire est élu pour compléter ce collège électoral.

Pour l'élection à l'Assemblée des Français de l'étranger, le Vatican appartenait jusqu'en 2014 à la circonscription électorale de Rome, comprenant aussi l'Italie, Malte et Saint-Marin, et désignant quatre sièges. Le Vatican appartient désormais à la circonscription électorale « Europe du Sud » dont le chef-lieu est Rome et qui désigne cinq de ses 21 conseillers consulaires pour siéger parmi les 90 membres de l'Assemblée des Français de l'étranger.
Pour l'élection des députés des Français de l’étranger, le Vatican dépend de la 8e circonscription.

## Pieux Établissements
Les Pieux Établissements de la France à Rome et Lorette sont une fondation française placée sous la tutelle de l'ambassade de France près le Saint-Siège et chargée d'administrer et d'entretenir cinq églises situées à Rome et considérées comme monuments historiques français, treize immeubles de rapport ainsi qu'un petit immeuble de Lorette (la Chapellenie nationale de France) :
- La Trinité-des-Monts ;
- Saint-Louis-des-Français ;
- Saint-Nicolas-des-Lorrains ;
- Saint-Yves-des-Bretons ;
- Saint-Claude-des Francs-Comtois de Bourgogne.

La fondation est dirigée par la Congrégation générale, constituée de douze Français résidant à Rome (six ecclésiastiques et six laïcs) et présidée par l'ambassadeur de France.

## Centre culturel Saint-Louis de France
Le Centre culturel Saint-Louis de France (dont le nom officiel est actuellement Institut français - Centre Saint-Louis) a été fondé en 1945, par le philosophe Jacques Maritain. Depuis 2005, il est le seul centre culturel français de Rome, ayant repris les activités de l'Alliance française de Rome, notamment en matière d'enseignement du français et certifications et diplômes. Il est dirigé par le conseiller culturel de l'Ambassade auprès du Saint-Siège, depuis 2014 Olivier Jacquot.